# Гальмова рідина

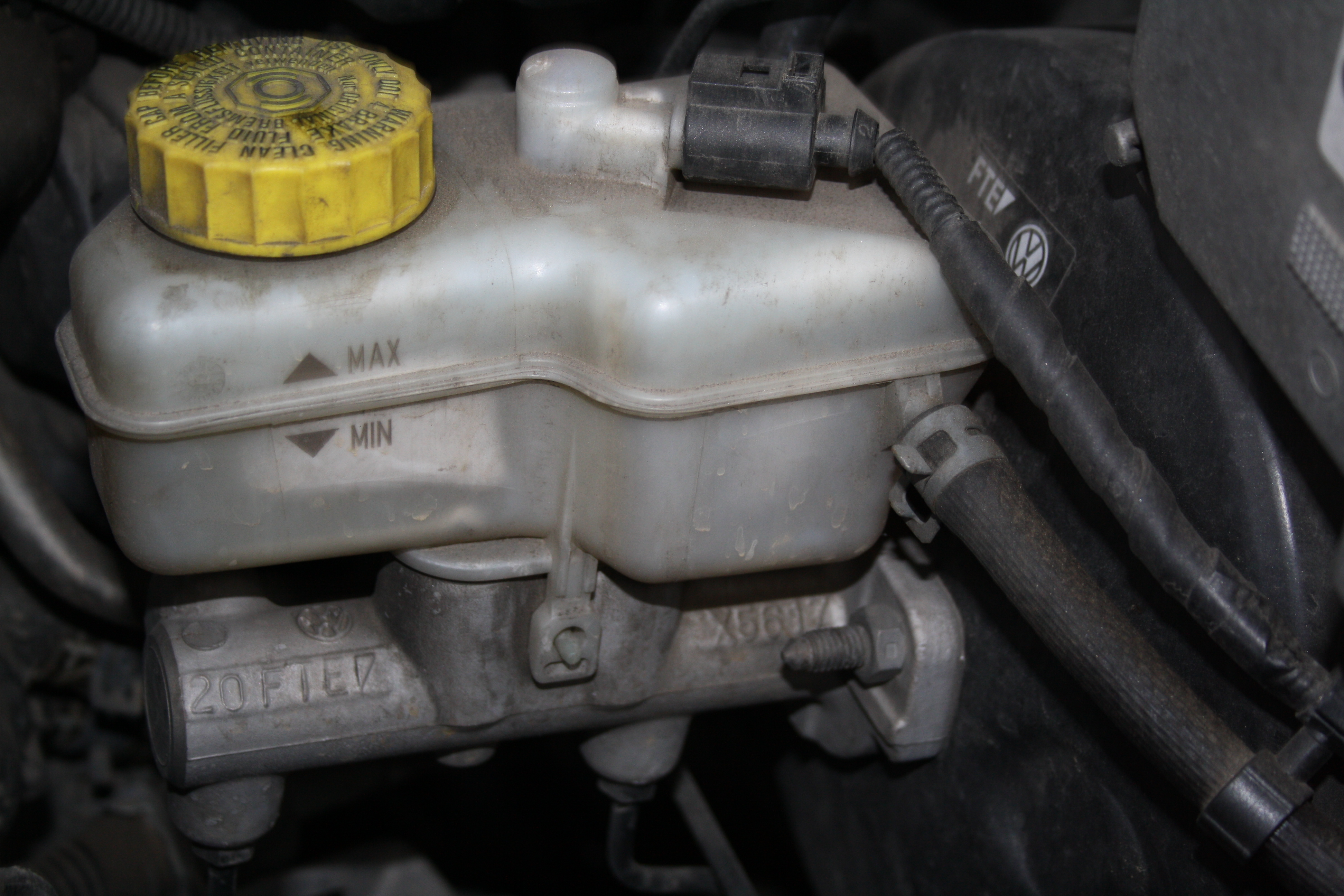
Резервур з гальмовою рідиною автомобіля Škoda Fabia I

Гальмова́ рідина́ (англ. brake fluid) — технічна рідина, яку використовують у гідросистемах гальм транспортних засобів. Слугує для передавання через тиск гальмівного зусилля від педалі гальмування на гальмові колодки та для підсилення гальмівного зусилля. Ефективно працює завдяки малій стисливості.

## Стандартизація
Гальмові рідини повинні відповідати певним вимогам, визначеним різними стандартами, встановленими такими організаціями, як SAE International (Співтовариство автотранспортних інженерів) або еквівалентними документами урядових органів країн.
SAE опубліковано стандарти J1703, J1704 і J1705, що відображають поступове зростання вимог до гальмових рідин. Міжнародна організація зі стандартизації (ISO) оприлюднила свій стандарт ISO 4925, що визначає еквівалентні класи 3, 4 та 5, а також клас 5-1 і клас 6.
Більшість гальмових рідин, що є на ринку у Північній Америці, класифікуються Міністерством транспорту США (DOT — англ. Department Of Transport — Міністерство транспорту) за власними шкалами, такими як «DOT 3» та «DOT 4», й вони широко використовуються в інших країнах. Їх класифікація певною мірою віддзеркалює специфікації SAE, але з врахуванням місцевих особливостей (Аляска і Азорські острови), наприклад, вони мають дещо інші діапазони нормальної температури та вологості. DOT 3 можна розглядати як еквівалент SAE J1703 та ISO класу 3, DOT 4 відповідає SAE J1704 і ISO класу 4 і т. д..

## Основні характеристики гальмової рідини
Характеристики гальмівної рідини у багатьох випадках визначають ефективність роботи гальмівної системи у цілому. Основні параметри, за якими визначають якість гальмівної рідини — це температура кипіння, в'язкість та гігроскопічність.
Температура кипіння. Під час експлуатації гальмівна рідина не повинна закипати від тепла, яке виділяється при роботі гальм. Якщо рідина закипить, бульбашки пари, що будуть присутні у ній суттєво збільшать її стискуваність, що приведе до падіння гальмівного зусилля. Розрізняють температуру кипіння у стані поставки (суха точка кипіння), що характеризує рідину, яка ще не експлуатувалась, а нижня температура кипіння (вогка точка кипіння) — це температура зволоженої рідини, після поглинання нею в умовах експлуатації певної кількості води (до 3,5 % за масою). Температура кипіння гальмівних рідин може бути від 205 °C (DOT3) до 260 °C (DOT5.1).
В'язкість. Рідина повинна добре циркулювати у системі і в'язкість рідини в умовах низьких температур є важливим показником. Якщо рідина замерзне, робота гальмівної системи буде заблокована, занадто в'язка рідина сповільнює роботу гальмівної системи, а занадто рідка — збільшує ймовірність витоків і втрати рідини.
Гігроскопічність. Чим меншою є здатність гальмівної рідини поглинати вологу, тим краще. Лишня волога може бути причиною зниження температури закипання рідини та загущення її при низьких температурах.
Окрім цих характеристик, важливими є антикорозійні та мастильні властивості рідини — вони сприяють зростанню терміну експлуатації поршнів, манжет та циліндрів у гальмівній системі. Також рідина не повинна змінювати властивості та розміри і форму гумових деталей системи.

## Класифікація гальмових рідин
Усі відомі гальмівні рідини за в'язкістю і температурою кипіння поділяються згідно з американською системою стандартів DOT на такі класи:
- DOT 3. Призначена для автомобілів з гідроприводною системою з барабанним і дисковим типом гальм. Температура кипіння становить 230 °C, а кінематична в'язкість до 1500 мм²/с;
- DOT 4. Використовується для автомобілів з гальмами дискових типів на обох осях, у тому числі оснащених ABS. Її температура кипіння 240 °C, показник кінематичної в'язкості не перевищує 1800 мм²/с;
- DOT 5. Це рідина на силіконовій основі, що має підвищені експлуатаційні характеристики. Використовується для авто з частим розгоном та тривалим гальмуванням. Температура кипіння становить 260 °C, в'язкість 900 мм²/с;
- DOT 5.1. Це рідина на гліколевій основі використовується для автомобілів з високотемпературними навантаженнями, наприклад для спортивних авто.

## Склад гальмової рідини
Гальмівна рідина складається з основи (базової рідини) і додаткових присадок (антикорозійних, мастильних тощо). Сучасні гальмівні рідини бувають трьох типів: мінеральні, гліколеві та силіконові. Різні типи рідин змішуванню не підлягають.

### Мінеральні гальмівні рідини
Мінеральні гальмівні рідини (DOT 2) — найдавніший тип, з якого почалась сучасна історія гальмівних рідин. Вони мали основою рицинову олію з додаванням бутилового або етилового спирту. Окрім рицинової олії як основа використовувались й інші мінеральні оливи та нафтопродукти.
Переваги мінеральних рідин — це відмінні змащувальні властивості, низька гігроскопічність. Їх недолік — занадто низька температура кипіння (суха точка кипіння 205 °C, вогка точка кипіння 140 °C), замерзають же такі рідини вже при температурі -20 °C. Крім того, рідини на основі рицинової олії негативно впливають на деталі з міді, латуні та алюмінію, а рідини на основі нафтопродуктів — на гумові манжети гідравлічної системи. Для того щоб в'язкість рідини у меншій мірі залежала від температури, в мінеральну основу додають спеціальні присадки.
Мінеральні рідини ще можуть використовуватись на старих авто, оскільки їх гумові деталі є несумісними із сучасними гліколевими рідинами.
Через низьку температуру кипіння, мінеральні рідини не застосовують на автомобілях з дисковими гальмами. В інших же гальмівних системах можна використовувати їх у міжсезоння, коли замерзання рідини виключається. Також деякі виробники допускають застосування на своїх авто спеціально розроблених мінеральних рідин для конкретних гальмівних систем.

### Гліколеві гальмові рідини
Гліколеві гальмівні рідини (DOT 3, DOT 4, DOT 5.1) — найпоширеніші гальмівні рідини на сучасних автомобілях. Рідини, в основі яких поліетиленгліколі та поліефіри борної кислоти, за всіма параметрами відповідають сучасним світовим стандартам. Єдиним значним недоліком гліколевих рідин є гігроскопічність, що вимагає відносно частої (один раз на два роки) заміни рідини.

### Силіконові гальмівні рідини
Силіконові гальмівні рідини (DOT 5). Основою таких рідин є кремнійорганічні полімери. Рідина на основі силікону не вбирає вологу, не руйнує гуму і металеві деталі, має стабільну в'язкість, не залежну від температури. Але змащувальні властивості силіконових рідин залишають бажати кращого. Гальмівні рідини з силікону частіше застосовуються в гальмівній системі спортивних і гоночних автомобілів.

## Змішування гальмових рідин
Змішувати між собою або заливати нову рідину без попереднього очищення системи можна лише в одному випадку — коли рідини гліколеві, просто належать до різних класів (DOT 3, DOT 4 та DOT 5.1). Але все ж виробники рекомендують змішувати рідини одного класу, а ще краще — однієї марки.
Не сумісними між собою є мінеральні та гліколеві рідини, якщо їх змішати — гумові манжети гідроприводу деформуються. Гальмівні рідини, в яких присутній силікон, категорично несумісні ні з якими іншими. Хімічні реакції в разі змішування таких рідин з іншими є агресивними до деталей системи та повністю змінюють властивості гальмівної рідини.